# Nadia Fusini
Nadia Fusini (Orbetello, 25 agosto 1946) è una scrittrice, anglista e traduttrice italiana.

## Biografia
Si è laureata nel 1972 in Lettere all'Università La Sapienza di Roma. 
Allieva di Agostino Lombardo, Giorgio Melchiori e Frank Kermode, ha approfondito gli studi sulla letteratura americana all'Università di Harvard; sul teatro elisabettiano e Shakespeare ha studiato allo Shakespeare Institute di Birmingham. 
È stata compagna del giornalista e critico televisivo Beniamino Placido dal quale ha avuto la figlia Barbara.
Ha insegnato Lingua e Letteratura Inglese all'Università di Bari; è diventata Professoressa ordinaria di Lingua e Letteratura Inglese presso l'Università La Sapienza di Roma, dove ha insegnato Critica Shakespeariana fino al 2008. Ha poi diretto un dottorato in Letterature comparate presso l'Istituto Italiano di Scienze Umane (SUM) e insegnato alla Scuola Normale Superiore di Pisa.
Ha tradotto e commentato moltissimi autori di lingua inglese: tra cui Virginia Woolf, John Keats, Shakespeare, Samuel Beckett, Mary Shelley. Nel 1992 ha vinto il Premio Procida-Isola di Arturo-Elsa Morante per la traduzione di Aurore d'autunno di Wallace Stevens. Nel 1995 ha vinto il Premio Mondello per la traduzione di Le onde di Virginia Woolf, edito da Einaudi; ancora nel 1996 ha ottenuto il Premio Achille Marazza, sezione Traduzione, per Aurore d'autunno, edito da Garzanti. Con Di vita si muore ha ottenuto il Premio Napoli 2011. Nel 2013 ha vinto il Premio Nazionale Letterario Pisa per la Saggistica con Hannah e le altre, edito da Einaudi; per lo stesso libro nel 2014 ha vinto il Premio della Presidenza del Consiglio dei ministri.
Nel 2017 le è stato assegnato il Premio Europa per la sua attività letteraria.
Si è occupata dei temi dell'identità e del femminile, da ricordare a tal proposito: Uomini e donne. Una fratellanza inquieta, Donzelli, 1995; Nomi. Dieci scritture femminili, Donzelli, 1996; Donne fatali. Ofelia, Desdemona, Cleopatra, Bulzoni, 2005;  Possiedo la mia anima. Il segreto di Virginia Woolf, Mondadori, 2006, Premio Comisso sezione Biografia.
Dirige presso Feltrinelli la collana di traduzioni shakespeariane, ereditata dal maestro Agostino Lombardo: qui ha personalmente tradotto e curato Sogno di una notte di mezza estate (con Agostino Lombardo), La commedia degli errori, Tutto è bene quel che finisce bene, La bisbetica domata, Molto rumore per nulla e Le allegre comari di Windsor.
Ha tradotto per la scena Macbeth e Falstaff.
Si è particolarmente distinta nella produzione narrativa con i romanzi: La bocca più di tutto mi piaceva, Donzelli, 1996; Lo specchio di Elisabetta, Mondadori, 2004; L'amore necessario, Mondadori 2008. 
Le sue opere sono tradotte in Germania, Spagna, Brasile, Portogallo, Grecia. 
Dal maggio 2003 al dicembre 2005 ha diretto il Centro Interuniversitario di Ricerca Fenomenologia e Arte (CIRFA). È docente dell'Istituto Freudiano. Dirige la collana "Piccola Biblioteca Shakespeariana" presso l'editore Bulzoni di Roma. Collabora alle pagine culturali de La Repubblica.
Nel 2020 ha vinto il Premio Bergamo con Maria.

## Opere

### Saggi
- La passione dell'origine. Studi sul tragico shakespeariano e il romanzesco moderno, Collana La scienza nuova, Bari, Dedalo, 1981; Collana Filigramna, Roma, minimux fax, 2023, ISBN 978-88-338-9449-2.
- Nomi. Il suono della vita di Karen Blixen, Emily Dickinson, Virginia Woolf, Gertrude Stein, Charlotte ed Emily Brontë, Mary Shelley, Marguerite Yourcenar, Collana Impronte, Milano, Feltrinelli, 1986; Nomi. Dieci scritture femminili, Collana Saggi. Arti e Lettere, Roma, Donzelli, 1996, ISBN 978-88-798-9231-5.
- Due. La passione del legame in Kafka, Collana Impronte, Milano, Feltrinelli, 1988; Collana UEF. Saggi, Feltrinelli, 2024, ISBN 978-88-078-9898-3.
- Pedro Cano, Roma, Galleria Giulia, 1989.
- La luminosa. Genealogia di Fedra, Collana Impronte, Milano, Feltrinelli, 1990.
- B e B. Beckett e Bacon, Milano, Garzanti, 1994; Nuova ed., Beckett e Bacon. Il bene, il bello, Garzanti, 2018.
- La bocca più di tutto mi piaceva, Collana Narrativa, Roma, Donzelli, 1996, ISBN 978-88-798-9267-4.
- Due volte la stessa carezza, Collana Letteraria, Milano, Bompiani, 1997, ISBN 978-88-452-3188-9.
- Uomini e donne. Una fratellanza inquieta, Collana Saggine, Roma, Donzelli, 1995-2018, ISBN 978-88-798-9192-9.
- L'amor vile, Collana Scrittori italiani e stranieri, Milano, Mondadori, 1999, ISBN 978-88-044-6974-2.
- Lo specchio di Elisabetta, Milano, Mondadori, 2001.
- I volti dell'amore, Collana Scrittori italiani e stranieri, Milano, Mondadori, 2003, ISBN 978-88-045-1623-1.
- La bocca più di tutto mi piaceva, Milano, Mondadori, 2004.
- Donne fatali. Ofelia, Desdemona, Cleopatra, Collana Piccola biblioteca shakespeariana, Roma, Bulzoni, 2005, ISBN 978-88-787-0063-5.
- Possiedo la mia anima. Il segreto di Virginia Woolf, Collana Scrittori italiani e stranieri, Milano, Mondadori, 2006; Milano, Feltrinelli, 2021.
- L'amore necessario, Milano, Mondadori, 2008.
- Marilù Eustachio. Assenza-presenza. Dipinti e disegni. Ediz. illustrata, Collana Arte, Lubrina Bramani Editore, 2009, ISBN 978-88-776-6396-2.
- Di vita si muore. Lo spettacolo delle passioni nel teatro di Shakespeare, Milano, Mondadori, 2010, ISBN 978-88-045-9527-4.
- La figlia del sole. Vita ardente di Katherine Mansfield, Collana Scrittori italiani e stranieri, Milano, Mondadori, 2012, ISBN 978-88-046-1624-5.
- Hannah e le altre, Torino, Einaudi, 2013.
- Vivere nella tempesta, Torino, Einaudi, 2016.
- María, Torino, Einaudi, 2019, ISBN 978-88-062-4148-3.
- Un anno con Virginia Woolf, Collana Spleen, Vicenza, Neri Pozza, 2021.
- Il potere o la vita, Collana Icone. Pensare per immagini, Bologna, Il Mulino, 2021, ISBN 978-88-152-9172-1.
- Maestre d'amore. Giulietta, Ofelia, Desdemona e le altre, Collana Supercoralli, Torino, Einaudi, 2021, ISBN 978-88-062-4714-0.
- Homeless, con Elisa Montessori, Collana Arcobaleno, Le Farfalle, 2021, ISBN 978-88-980-3957-9.
- Creature in bilico, Collana L'Arcipelago, Torino, Einaudi, 2023, ISBN 978-88-062-6000-2.

### Traduzioni
- John Ford, Peccato che fosse puttana, Collana Il Globo, Officina, 1984. - Collana Biblioteca dell'Eros, Milano, ES, 2007, ISBN 978-88-952-4908-7; Collana Assonanze, Milano, SE, 2023, ISBN 978-88-672-3739-5.
- John Keats, Lettere sulla poesia, Collana Impronte, Milano, Feltrinelli, 1984.
- Wallace Stevens, Aurore d'autunno, Milano, Garzanti, 1992.
- Virginia Woolf, Al faro, Collana UEF. I Classici, Milano, Feltrinelli, 1992. - Collana I Meridiani, Milano, Mondadori, 1998; nuova ed. rivista, Milano, Feltrinelli, 2008; Collana Assonanze, Milano, SE, 2011.
- Virginia Woolf, La signora Dalloway, Milano, Feltrinelli, 1993.
- Virginia Woolf, Le onde, Collana Scrittori tradotti da scrittori, Torino, Einaudi, 1995, ISBN 978-88-061-3661-1.
- *  Henry James, Il giro di vite. Il carteggio Aspern, Collana Biblioteca dell'Ottocento, Roma, L'Espresso-La Repubblica, 2004, 2008.
  - Il giro di vite, Roma, L'Espresso-La Repubblica, 2008; Milano, ES,
  - Il carteggio Aspern, Introduzione di Alberto Arbasino, La Biblioteca di Repubblica, 2011.
- William Shakespeare, Sogno di una notte di mezza estate, trad. con Agostino Lombardo, Collana UEF. I Classici, Milano, Feltrinelli, 2006, ISBN 978-88-078-2182-0.
- William Shakespeare, La commedia degli errori, Milano, Feltrinelli, 2008, ISBN 978-88-078-2195-0.
- William Shakespeare, Molto rumore per nulla, Milano, Feltrinelli, 2009, ISBN 978-88-078-2208-7.
- William Shakespeare, Tutto è bene quel che finisce bene, Milano, Feltrinelli, 2012.
- Katherine Mansfield, Viaggio a Urewera, Milano, Adelphi, 2015.
- William Shakespeare, Le allegre madame di Windsor, Milano, Feltrinelli, 2017.
- William Shakespeare et al., Sir Thomas More, Milano, Feltrinelli, 2022, ISBN 978-88-079-0395-3.
- Virginia Woolf, La stanza di Jacob, Milano, Feltrinelli, 2022, ISBN 978-88-079-0408-0.

### Curatele
- La rivoluzione più lunga. Saggi sulla condizione della donna nelle società a capitalismo avanzato, a cura di N. Fusini e Mariella Gramaglia, La nuova sinistra, Milano, Samonà e Savelli, 1972. [con testi di Juliet Mitchell, Kathy Mcafee e Myrna Wood, Margaret Benston, Laurel Limpus e Jean Rands]
- La poesia femminista. Antologia di testi poetici del Movement, a cura di N. Fusini e Mariella Gramaglia, Milano, Savelli, 1974.
- Virginia Woolf, Romanzi, Collana I Meridiani, Milano, Mondadori, 1998.